# Uraria poilanei
Uraria poilanei är en ärtväxtart som beskrevs av Phon. Uraria poilanei ingår i släktet Uraria och familjen ärtväxter. Inga underarter finns listade i Catalogue of Life.